# Миллиметр водяного столба
Миллиме́тр водяно́го столба́ (русское обозначение: мм вод. ст., мм H2O; международное: mm H2O) — внесистемная единица измерения давления. Равен гидростатическому давлению столба воды высотой 1 мм, оказываемому на плоское основание при температуре воды 4 °С. В Российской Федерации допущен к использованию в качестве внесистемной единицы измерения давления без ограничения срока с областью использования «все области».

## Соотношение между миллиметром водяного столба и другими единицами давления
1 мм вод.ст. = 9,806 Н/м² = 9,806 Па = 10−4 кгс/см² = 0.074 мм рт. ст. Техническая атмосфера равна 10000 мм вод. ст. с большой точностью (разница обусловлена лишь существующим небольшим отличием плотности воды при температуре наибольшей плотности от 1 кг/л, что практически несущественно для всех приложений, где могут применяться названные единицы измерения).
|               | Паскаль (Pa, Па) | Бар (bar, бар) | Техническая атмосфера (at, ат) | Физическая атмосфера (atm, атм) | Миллиметр ртутного столба (мм рт. ст., mm Hg, Torr, торр) | Миллиметр водяного столба (мм вод. ст., mm H2O) | Фунт-сила на квадратный дюйм (psi) |
| 1 Па          | 1                | 10−5           | 1,01972⋅10−5                   | 9,8692⋅10−6                     | 7,5006⋅10−3                                               | 0,101972                                        | 1,4504⋅10−4                        |
| 1 бар         | 105              | 1              | 1,01972                        | 0,98692                         | 750,06                                                    | 10197,2                                         | 14,504                             |
| 1 ат          | 98066,5          | 0,980665       | 1                              | 0,96784                         | 735,56                                                    | 104                                             | 14,223                             |
| 1 атм         | 101325           | 1,01325        | 1,03323                        | 1                               | 760                                                       | 10332,3                                         | 14,696                             |
| 1 мм рт. ст.  | 133,322          | 1,3332⋅10−3    | 1,3595⋅10−3                    | 1,3158⋅10−3                     | 1                                                         | 13,595                                          | 0,019337                           |
| 1 мм вод. ст. | 9,80665          | 9,80665⋅10−5   | 10-4                           | 9,6784⋅10-5                     | 0,073556                                                  | 1                                               | 1,4223⋅10-3                        |
| 1 psi         | 6894,76          | 0,068948       | 0,070307                       | 0,068046                        | 51,715                                                    | 703,07                                          | 1                                  |

## Законодательство о метре и миллиметре водяного столба
В России до 2015 года метр водяного столба и миллиметр водяного столба были в статусе внесистемных единиц измерения, которые подлежали исключению до 2016 года. Согласно Постановлению Правительства РФ от 15.08.2015 № 847 «О внесении изменений в приложение № 3 к Положению о единицах величин, допускаемых к применению в Российской Федерации», использование этих единиц допускается без ограничений по сроку во всех областях применения.
В соответствии с Положением о единицах величин, допускаемых к применению в Российской Федерации, метр и миллиметр водяного столба:
- не применяются с кратными и дольными приставками СИ;
- используются только в тех случаях, когда количественные значения величин невозможно или нецелесообразно выражать в единицах СИ.